# رون اسپرینگت
رون اسپرینگت انگلیسی: Ron Springett؛ ۲۲ ژوئیهٔ ۱۹۳۵ - ۱۲ سپتامبر ۲۰۱۵) بازیکن فوتبال اهل انگلستان بود که سابقهٔ بازی در تیم ملی فوتبال انگلستان را در کارنامهٔ خود دارد. وی در تاریخ ۱۸ نوامبر ۱۹۵۹ نخستین بازی ملی خود را در مقابل تیم ملی فوتبال ایرلند شمالی انجام داد و با حضور در ۳۳ بازی ملی، در تاریخ ۲۹ ژوئن ۱۹۶۶ واپسین بازی ملی‌اش را در برابر تیم ملی فوتبال نروژ برگزار کرد.